# Quentin Soné Ehawa
Quentin Soné Ehawa, né le 11 septembre 1973, est un athlète camerounais spécialisé dans le lancer du poids. Il décroche le record national du lancer du poids du Cameroun le 18 mai 1997 et le conserve jusqu'en 2021. Il remporte une médaille de bronze aux Championnats d'Afrique d'athlétisme 1998.

## Biographie
Quentin Soné Ehawa a réalisé plusieurs performances notables dans le domaine de l'athlétisme, principalement dans le lancer du poids. Voici ses principales réalisations :
- Médaille de bronze continentale : Il a remporté une médaille de bronze aux Championnats d'Afrique d'athlétisme 1998 à Dakar, soulignant son statut d'athlète compétitif au niveau continental, avec un lancer à 15,51 mètres.

- Médaille d'or aux Championnats d'Afrique centrale 1995 à Yaoundé en lancer du poids avec un lancer à 15,75 ètres[1]

- Meilleur lancer : Son meilleur lancer est de 17,07 mètres, enregistré le 18 mai 1997,devenant  le record du Cameroun durant 24 ans[3].

Son engagement dans l'éducation et le sport fait de lui une figure notable dans ces deux domaines au Cameroun et en France où il se retrouve préparateur physique d'une équipe lors d'une sélection nationale,,.